# Grumman E-1 Tracer
Grumman E-1 Tracer byl americký palubní jednoúčelový letoun včasné výstrahy, který používalo americké námořnictvo od konce 50. let 20. století.
Letoun byl odvozený od palubního transportního letounu Grumman S-2 Tracker vznikl jako náhrada typů Grumman AF Guardian a Douglas A-1 Skyraider. Počátkem 70. let byl ve službě sám nahrazen typem Grumman E-2 Hawkeye.

## Vývoj a konstrukce

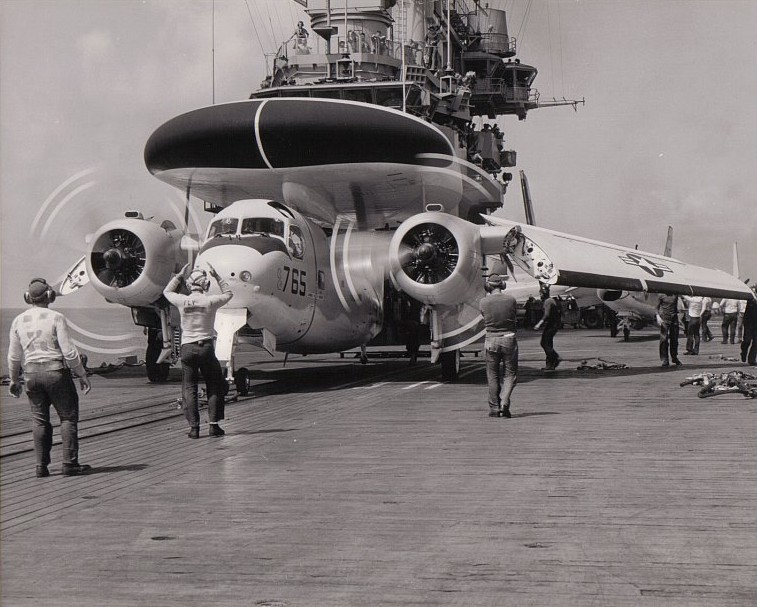
Grumman E-1 Tracer jednotky VAW-11 Early Eleven se připravuje ke startu z letadlové lodi USS Hancock, 1962

E-1 Tracer byl odvozený od transportního typu Grumman C-1 Trader. Dalším příbuzným letounem, který měl stejnou koncepci, byl protiponorkový typ Grumman S-2 Tracker. Konstrukcí se jednalo o C-1, u který na vzpěrách nad trupem nesl radar Hazeltine AN/APS-82, krytý pod velkým radomem. Radar sloužil především pro sledování vzdušných cílů. Novinkou byl indikátor pohyblivých vzdušných cílů (Airborne Moving Target Indicator - AMTI), který umožňoval sledování nízko leticích cílů, které by dříve bylo obtížné odlišit od mořské hladiny.
Pro zachování stability byla původní jednoduchá svislá ocasní plocha letounu nahrazena rozměrnější dvojitou. K prvnímu letu stroje došlo 17. prosinec 1956 v továrně Grummanu v Peconic river na Long Islandu. Letouny E-1 byly ve službě v letech 1958–1977. Dodnes se dochovalo pět kusů, které jsou všechny v amerických muzeích.

## Přezdívka letounu

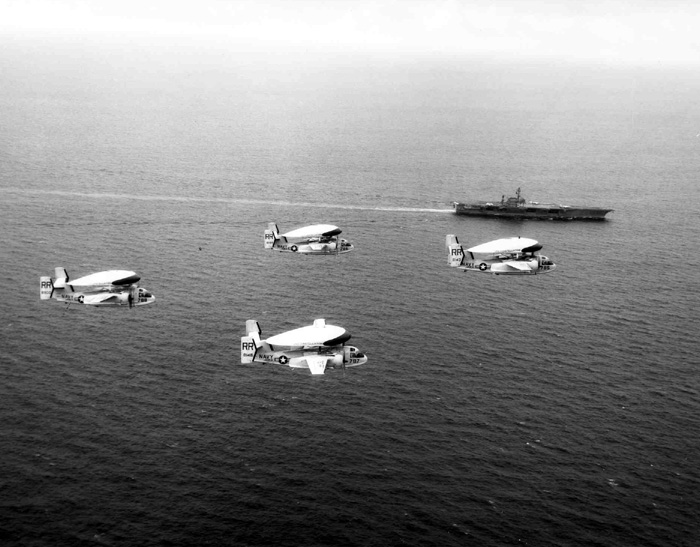
Čtveřice E-1 squadrony VAW-11 Early Eleven v letu nad letadlovou lodí USS Constellation, rok 1963–64

Grumman E-1 Tracer byl podle starého označovacího systému námořnictva pojmenován Grumman WF a proto byla jeho původní přezdívka "Willy Fudd". Příbuzný typ S-2 Tracker byl dle starého systému označován S2F a přezdíván "Stoof". E-1, který vypadal jako S-1 s velkým radarem nad trupem se proto přezdívalo "Stoof with a Roof".

## Varianty
- XWF-1  - studie přestavby typu Grumman S2F-1 Tracker na letoun včasné výstrahy. Nerealizováno.
- WF-2 - Sériová varianta. V roce 1962 přeznačena na E-1B. 88 kusů.

## Specifikace

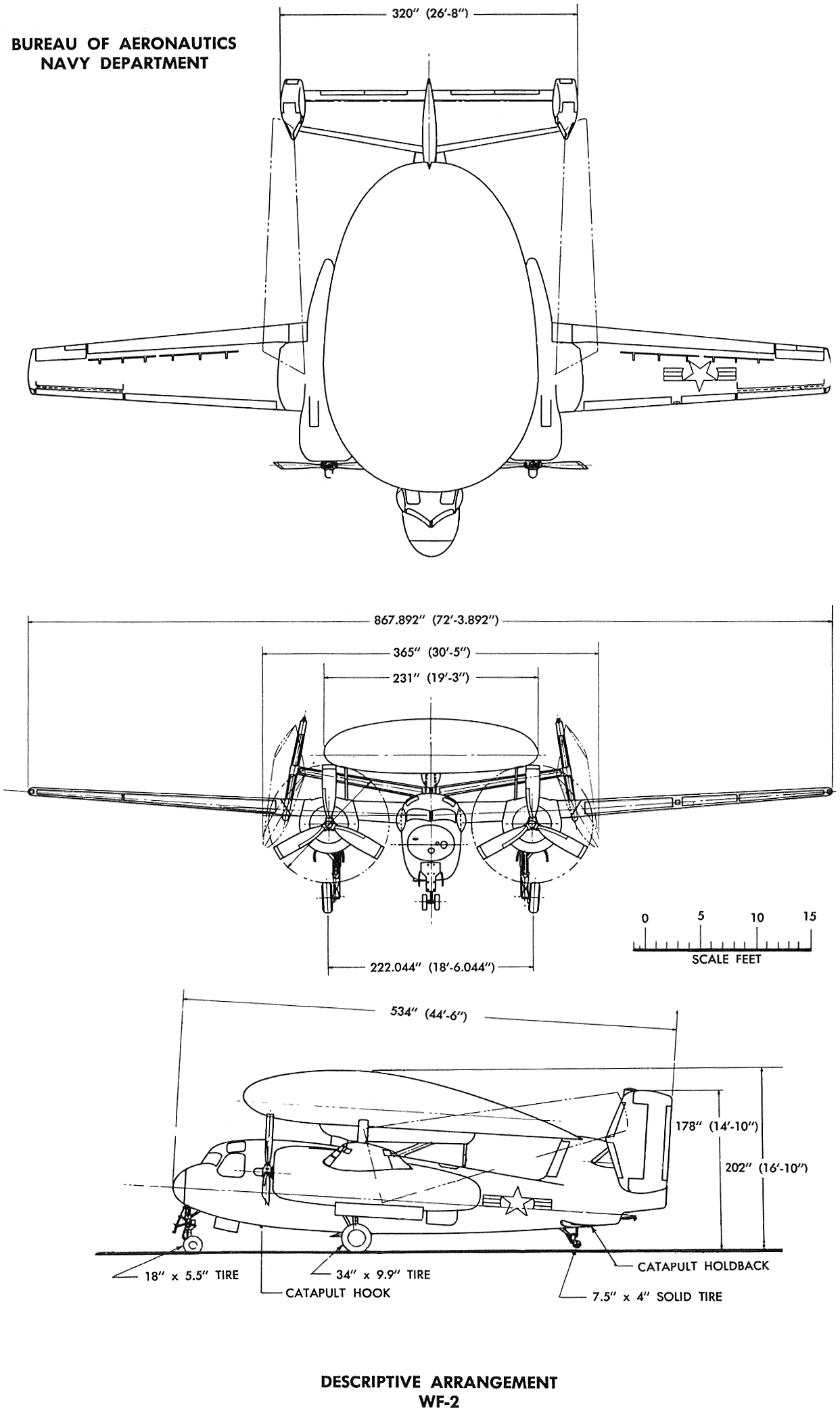
Třípohledový nákres

### Technické údaje
- Posádka: 4 (2 × pilot, 2 × operátor radaru)
- Rozpětí: 21,2 m
- Délka: 12,9 m
- Výška: 4,9 m
- Nosná plocha: 46,35 m²
- Hmotnost prázdného letounu: 8504 kg
- Vzletová hmotnost: 12 065 kg
- Max. vzletová hmotnost: 13 222 kg
- Pohonná jednotka: 2 × hvězdicový vzduchem chlazený motor Wright R-1820-82WA Cyclone
- Výkon motoru: 1525 hp (1137 kW)

### Výkony
- Nejvyšší rychlost: 462 km/h
- Dostup: 4800 m
- Stoupavost: 340 m/min
- Dolet: 2092 km

### Výzbroj
- Žádná